# Sats (musik)
 For alternative betydninger, se Sats. (Se også artikler, som begynder med Sats)
Et stykke klassisk musik kan være inddelt i satser. Hver sats er præget af sin egen stemning, der er bestemt af tempo og toneart. En almindelig form er en hurtig første sats afløst af en langsom anden sats og endelig en hurtig tredje sats. Der kan ske spring i toneart inden for en sats, men det vil normalt kun være i korte passager.
| Musik | Spire Denne musikartikel er en spire som bør udbygges. Du er velkommen til at hjælpe Wikipedia ved at udvide den. |